# Водяний годинник

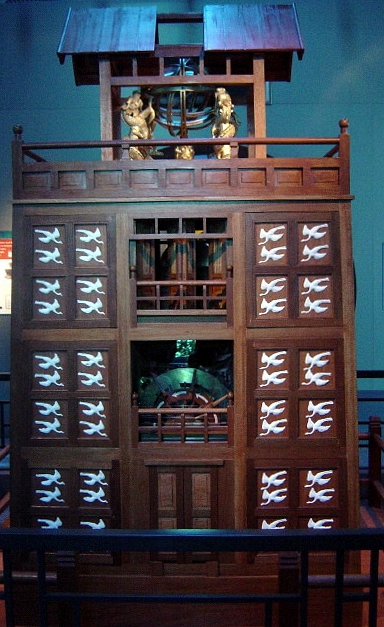
Водяний годинник роботи китайського вченого Су Суна, XI століття

Водяний годинник, клепси́дра, гідроло́гіум (лат. hydrologium, від грец. ὕδωρ, «вода» + horologium, «годинник») — прилад для вимірювання проміжків часу, принцип дії якого ґрунтується на витіканні води з посудини. Водяний годинник відомий з часів ассирійців і вавилонян та Стародавнього Єгипту. Водяні годинники виготовляються у вигляді циліндричної посудини, з якої витікає цівка води. Вони застосовувалися до XVII ст.

## Історія
У греків і римлян були поширені водяні годинники простої конструкції — наприклад, ними вимірювалася тривалість виступів ораторів у суді. Першим водяний годинник встановив у Римі Сципіон Назіка (157 р. до н. е.). Водяний годинник Помпея славився прикрасами з золота та дорогоцінних каменів. У VI ст. славились механізми Боеція, які він створив для Теодориха. Китайський винахідник Ї Хоїн 725 року створив спусковий механізм для водяного годинника, що дозволило побудувати перші точні механічні годинники. Надалі розповсюдження цих годинників уже не таке поширене — папа Павло I послав Піпіну Короткому водяний годинник, як велику рідкість. Гарун аль-Рашид прислав Карлу Великому в Ахен (809) дуже складний водяний годинник. Наприкінці X століття прославився своїми механізмами Герберт (папа Сильвестр II). Відомий водяний годинник Оронція Фінея і Кірхера, робота якого базується на принципі сифона.
Математики пізніших часів — Галілей, Варіньон, Бернуллі розв'язували задачі стосовно роботи водяних годинників.

## Клепсидра

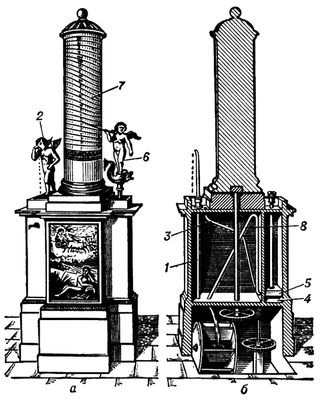
Клепсидра: а — зовнішній вигляд; б — розріз; 1 — трубка подачі води зі стороннього джерела; 2 — фігура, з очей якої вода крапля за краплею рівномірно подається по трубці 3 в резервуар 4; 5 — пробка з фігурою 6, яка показує паличкою час на циліндричному циферблаті 7; 8 — трубка сифона, по якій в кінці доби вода витікає з наповненого резервуара 4, повертаючи циліндр 7 навколо вертикальної осі на 1/365 частину кола

Клепсидра  (грец. κλεψύδρα, букв. — «викрадач води») — прилад для вимірювання часу у вигляді посудини, з якої вода краплями витікає в іншу посудину, де рівень води показує час. Різновид водяного годинника.